# Galea bastarda
La galea bastarda, o semplicemente bastarda, e la più piccola bastardella, era un tipo di galea dalle dimensioni maggiori e dalle forme di poppa più piene rispetto alla comune galea sottile. Questo consentiva sbalzi di poppa più pronunciati e pesanti, utili a segnalare l'uso tipico di tali navi come galee capitane, cioè navi ammiraglie nelle flotte sia militari che mercantili.
Il nome derivara dal fatto che tale tipo di nave risultava essere un incrocio tra la galea sottile e la galea grossa.

## Caratteristiche
Si trattava di navi ad unico ponte, sviluppata nel Cinquecento, recante due file di banchi a due rematori e due alberi a vela latina. Le artiglierie, erano poste, come per tutte le galee, a prua, rivolte nella direzione di rotta.
L'intera vita di bordo si svolgeva all'aperto, sul ponte, ad esclusione della tenda di comando innalzata a poppa.

Sempre a coronamento della poppa erano poste grandi lanterne, il cui numero indicava l'importanza dell'ammiraglio di cui la nave era capitana.

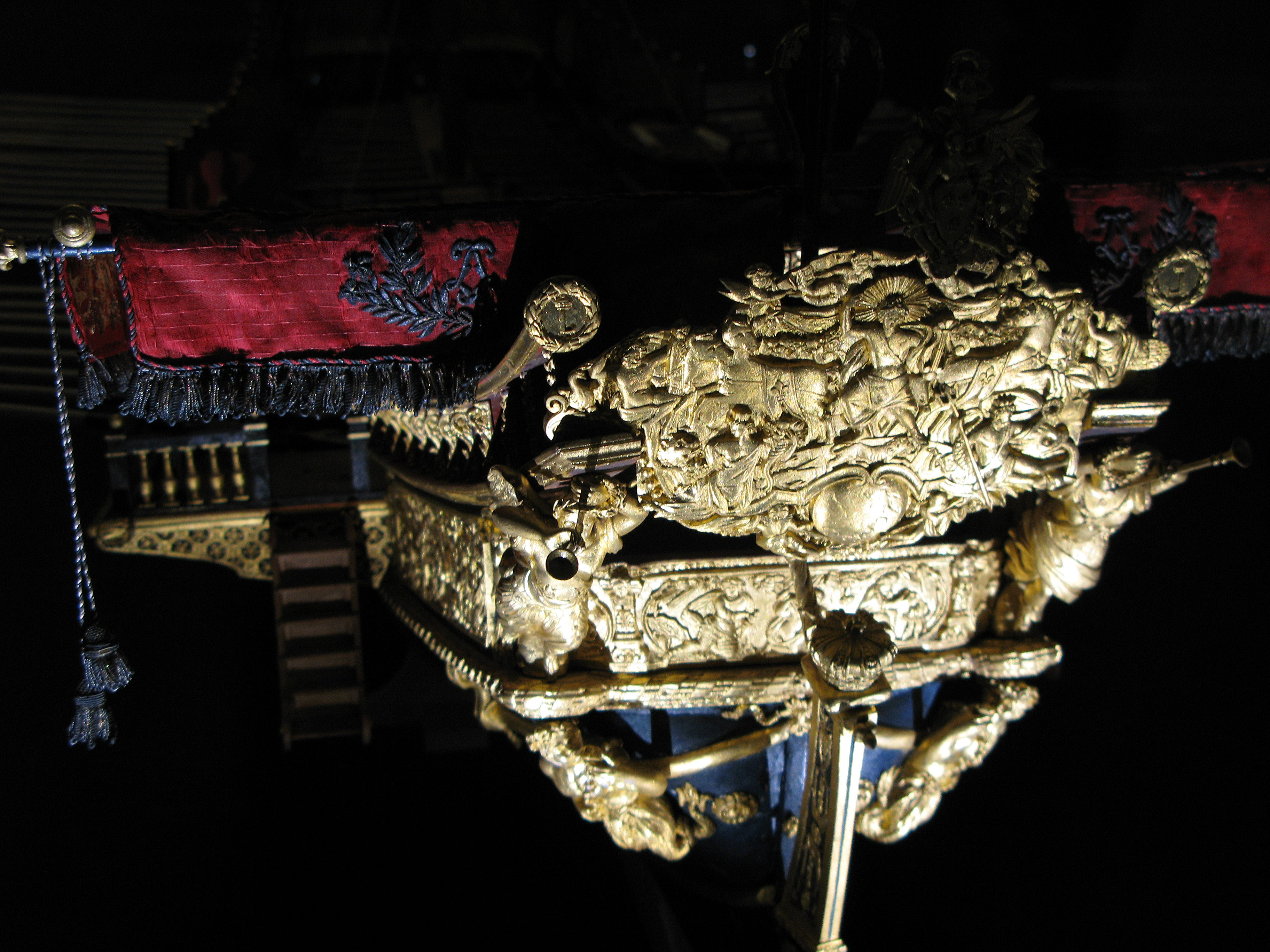
Particolare della decorazione poppiera di un modellino raffigurante la galea bastarda La Rèale, ammiraglia di Francia.